# Ubc 뉴스 (1800)

《ubc 뉴스 (1800)》는 ubc Green FM(울산 FM 92.3MHz)에서 평일 저녁 6시부터 방송되었던 뉴스 프로그램이다.